# Desmacella dendyi
Desmacella dendyi är en svampdjursart som beskrevs av de Laubenfels 1936. Desmacella dendyi ingår i släktet Desmacella och familjen Desmacellidae. Inga underarter finns listade i Catalogue of Life.